# Prototheora serruligera
Prototheora serruligera is een vlinder uit de familie Prototheoridae. De wetenschappelijke naam van deze soort is voor het eerst geldig gepubliceerd in 1920 door Meyrick.
De soort komt voor in tropisch Afrika.